# Polígono industrial O Campiño

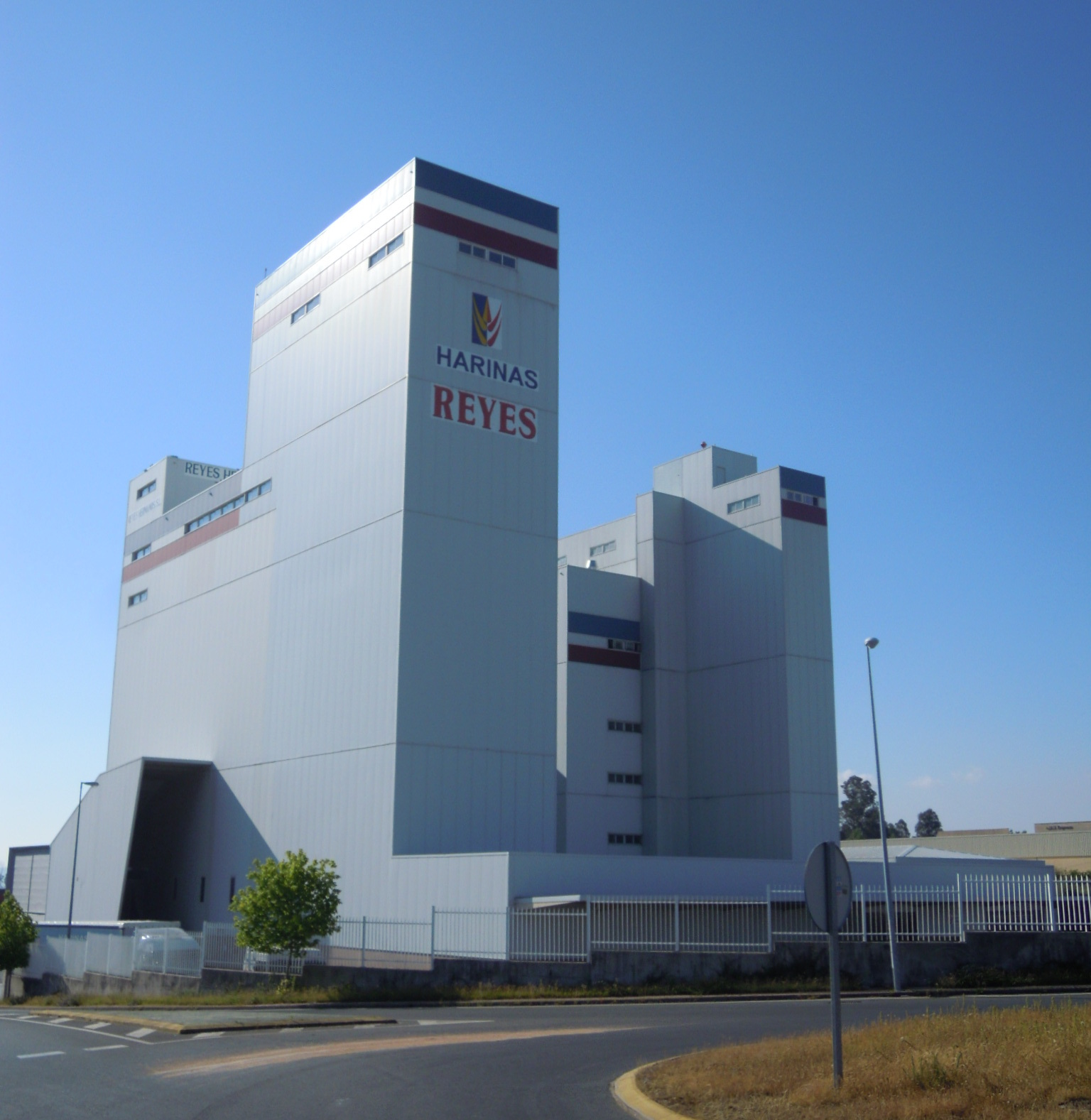
Fábrica de Harinas Reyes en 2011.

El polígono industrial O Campiño es un parque industrial situado entre las parroquias españolas de Marcón (Pontevedra) y Tourón y Justanes (Puente Caldelas). Se encuentra en la ladera del Monte A Fracha, a 7,5 km de la ciudad de Pontevedra.

## Accesos
Está situado junto a la carretera PO-532, que une Pontevedra y Puente Caldelas y muy cerca de la A-57. En el lugar de A Reigosa se toma la carretera PO-0004, que conduce a la calle Chan da Parafita, arteria norte-sur del polígono.

## Historia
A principios de los años 1990, el alcalde de Pontevedra Javier Cobián, junto con la Consejería de Ordenación del Territorio de la Junta de Galicia y la Cámara de Comercio de Pontevedra, impulsó la creación del polígono industrial O Campiño. El 11 de octubre de 1993 se colocó la primera piedra del polígono industrial en la zona de A Reigosa. El 29 de noviembre de 1996 se inauguró la primera empresa en el parque industrial, la fábrica pontevedresa Harinas Reyes Hermanos.
El 4 de marzo de 2011 se inauguró una gran ampliación del polígono, lindando con la PO-0206 por el oeste y la subida al yacimiento de Baltar por el sur.
En enero de 2024 se desbloqueó la ampliación del polígono industrial en 342.215 metros cuadrados más.

## Descripción
El polígono fue inaugurado en 1994 con una superficie en aquel momento de 432.037 metros cuadrados.
En el polígono están instaladas una cincuentena de empresas. Entre las empresas con sede en O Campiño destacan Reyes Hermanos (distribuidora de harinas), A Devesa (panadería y repostería), Moldes (alimentación), Cristalería Pontevedresa, fábricas de tableros así como empresas auxiliares del automóvil, entre otras.
En junio de 2008, Telmo Martín, portavoz local del PPdG, propuso llevar la fábrica de celulosa que la empresa ENCE tiene en Lourizán, a O Campiño (tras una importante ampliación prevista), acontecimiento que no llegó a producirse.
Según José Luís Valiñas, presidente de la Asociación Empresarial O Campiño, en enero de 2009 trabajaban en el parque empresarial más de 1.500 personas.